# Der Besessene
Der Besessene (Alternativtitel: Noch hänge ich nicht, Originaltitel: One-Eyed Jacks) ist ein Western, in dem Marlon Brando die Hauptrolle spielte. Es ist der einzige Film, bei dem er auch Regie führte. Der Spielfilm basiert lose auf dem Buch Die einzig wahre Geschichte vom Leben und grausamen Ende des berühmten Revolverhelden Hendry Jones, genannt Billy the Kid (Originaltitel: The Authentic Death of Hendry Jones) von Charles Neider.

## Handlung
Rio und „Dad“ Longworth sind Desperados. Sie werden nach einem Bankraub von der Polizei umzingelt. Dad verspricht, ein weiteres Pferd zu holen, das sie für die Flucht benötigen. Er kehrt aber nicht zu Rio zurück, sondern flieht alleine mit dem gestohlenen Gold. Rio wird gefasst und kommt für Jahre ins Gefängnis.
Nach fünf Jahren gelingt ihm mit seinem Mithäftling Chico die Flucht. Rio sinnt auf Rache und sucht Longworth im ganzen Land. Von Bob, einem gesuchten Verbrecher, erfährt Rio, dass Longworth sich im kalifornischen Monterey niedergelassen hat. Bob will mit Harvey, einem Kumpan von ihm, zusammen mit Rio und Chico die dortige Bank ausrauben.
Dad ist mittlerweile verheiratet, Sheriff der Stadt und vordergründig zum angepassten Bürger geworden. Rio gibt vor, ihm sei damals die Flucht ebenfalls gelungen und er wolle Dad nur besuchen, weil er zufällig in der Gegend sei. Rio belügt und verführt aus Rache Dads Stieftochter Louisa. Dabei verlieben sie sich aber ineinander und es entwickelt sich trotz allem eine Liebesbeziehung zwischen ihnen. Dad erfährt durch seinen hinterhältigen und feigen Hilfssheriff Lon, der selbst ein Auge auf Louisa geworfen hat, von dem Verhältnis von ihr und Rio. Als Rio in Notwehr einen Mann im Saloon erschießt, sieht Dad eine Chance, Rio loszuwerden. Er peitscht ihn öffentlich aus, zerschmettert ihm die rechte Hand und jagt ihn aus der Stadt.
Rio braucht Wochen, um sich von den Verletzungen zu erholen. Verbissen übt er den Gebrauch der Schusswaffe mit seiner immer noch angeschlagenen Schusshand. Seine Kumpane drängen darauf, nun endlich die Bank auszurauben, aber Rio denkt nur noch an die Rache an Dad. Daraufhin trennen sie sich verärgert von Rio und erschießen Chico, weil dieser immer zu Rio gehalten hatte. Beim Überfall auf die Bank kommt Bob im Kugelhagel um, Harvey flieht.
Die schwangere Louisa will Rio von seiner Rache an Dad abbringen, später versucht Maria Longworth – Dads Ehefrau – Dad abzuhalten Rio zu töten. Dad hat Rio festgenommen im Glauben, er sei in den Bankraub verwickelt gewesen – vor allem aber, um ihn endgültig loszuwerden. Er will ihn am nächsten Tag eigenhändig erhängen. Rio kann aber aus dem Gefängnis fliehen, dabei kommt es zu einem Showdown, bei dem Dad unterliegt und von Rio erschossen wird. Rio flieht über die Grenze nach Mexiko. Bei einem Treffen mit Luisa verspricht er ihr zuvor, wieder zurückzukommen.

## Produktion
Nachdem Marlon Brando sich mit dem vorgesehenen Regisseur Stanley Kubrick überworfen hatte, übernahm er selbst die Regie. Unzählige Drehbuchfassungen wurden verworfen, der fertige Film, der über drei Stunden dauerte, wurde von den Produzenten um etwa eine Stunde gekürzt.
Brando formulierte vor allem in der Figur von Karl Malden, der vom Desperado zum verlogenen Biedermann mutiert, seine heftige Ablehnung bürgerlicher Werte. In seiner Ambivalenz und Gewalttätigkeit nimmt Der Besessene auch einiges der späteren Italowestern vorweg.
Der Film wurde – untypisch für einen Western – in Big Sur in Kalifornien gedreht, viele Szenen spielen direkt am Pazifik.

## Weitere Informationen
Der englische Originaltitel One-Eyed Jacks bezieht sich auf die beiden Karten Pik- und Herz-Bube des anglo-amerikanischen Spielkartenblattes, die im Profil – also ein-äugig – abgebildet sind und die, wenn sie entsprechend nebeneinander gelegt werden, einander anblicken.
Der Besessene blieb Brandos einzige Regiearbeit.
Die mexikanische Schauspielerin Pina Pellicer verübte 1964 im Alter von 30 Jahren Suizid.

## Kritiken
Das Lexikon des internationalen Films sagt, der Film sei ein „großangelegter, aber recht harter Western“ und lobt die „beeindruckende Regiearbeit“.
Phil Hardy nennt ihn einen „einzigartigen Western“. Er habe eine „Gefühlsintensität“, wie man sie sonst nur in den Werken von King Vidor und Anthony Mann finde und sei ein Vorläufer der Western Sam Peckinpahs. Hardy hebt besonders die Kameraarbeit Langs und die „ödipale Intensität“ der Vater-Sohn-Beziehung hervor. Kennzeichnend sei außerdem „Brandos Unfähigkeit, die Erzählung in den Griff zu bekommen“.
Joe Hembus lobt die „lyrisch-pathetische Getragenheit“ des Films. Brando sei „der Heiland und Märtyrer, der sich und andere unter Schmerzen auf den Weg der Liebe, der Freundschaft und der Loyalität führt.“
Adolf Heinzlmeier und Berndt Schulz geben dem Western in ihrem Lexikon „Filme im Fernsehen“ 3½ von 4 möglichen Sternen (außergewöhnlich) und meinen: „Blendend fotografiert, mit zwei aufregenden Frauen und einem packenden Schlussduell.“

## Auszeichnungen
- Charles Lang wurde für seine Kameraarbeit für den Oscar nominiert.
- Marlon Brandos Regie gewann 1961 auf dem Filmfestival von San Sebastián die Goldene Muschel. Die Schauspielerin Pina Pellicer wurde mit dem Premio San Sebastián a la Mejor Interpretacion Femenina ausgezeichnet.
- 2018 erfolgte die Aufnahme in das National Film Registry.